# سد گاوشان
سد گاوشان، یک سد بر روی رودخانه گاوه است که در ۴۰ کیلومتری جنوب سنندج در استان کردستان و ۷۵ کیلومتری شمال مرکز استان کرمانشاه قرار دارد. این سد از نوع مخزنی و خاکی سنگریزهای با هسته رسی است و حجم مخزن آن ۵۵۲ میلیون متر مکعب و آب قابل تنظیم سالانه آن ۱۷۸ میلیون متر مکعب است.
هدف از احداث این سد تأمین ۳۹۵ میلیون متر مکعب آب به منظور آبیاری ٣١ هزار هکتار از زمینهای کشاورزی پایین دست و همچنین تأمین آب آشامیدنی شهر کرمانشاه به میزان ٦٣ میلیون متر مکعب در سال و تأمین انرژی برقی به میزان ١١ مگاوات می باشد. آب مخزن این سد از طریق تونل انتقال آب گاوشان به طول ۲۰ کیلومتر برای آبیاری در استان‌های کردستان و کرمانشاه منتقل می‌شود که به وسیله آن در هرثانیه ۳۰ مترمکعب آب و سالانه حدود ۱۸۹ میلیون مترمکعب آب برای آبیاری زمینهای کشاورزی قابل انتقال است. این سد سالانه به میزان ۶۳ میلیون مترمکعب از آب آشامیدنی شهر کرمانشاه را تأمین می‌کند.
طول خطوط انتقال ان از سرپل ذهاب تا خانقین در عراق ۵۰ کیلومتر است.
این سد در بهمن ماه سال۱۳۸۳ افتتاح شد و در سومین همایش بتن ایران در سال ۱۳۸۴ به عنوان طرح برتر بتنی سال انتخاب گردید.

## تأمین آب آشامیدنی شهر کرمانشاه
اگرچه تأمین آب آشامیدنی شهر کرمانشاه در هنگام ساخت سد یکی از اهداف پروژه اعلام شده‌بود، با این وجود وارد شدن آب سد به شبکهٔ آب‌رسانی شهر کرمانشاه تا خرداد ۱۴۰۱ به طول انجامید. از خرداد ۱۴۰۱ آب سد گاوشان به تدریج و در ابتدا با دبی ۲ متر مکعب در ثانیه وارد شبکهٔ آب‌رسانی شهر کرمانشاه شد تا به شبکه شوک وارد نشود. تا ۱۵ مرداد ۱۴۰۱ این میزان به ۱۸۰۰ تا ۱۹۱۵ لیتر بر ثانیه افزایش یافته‌بود.

## نگارخانه

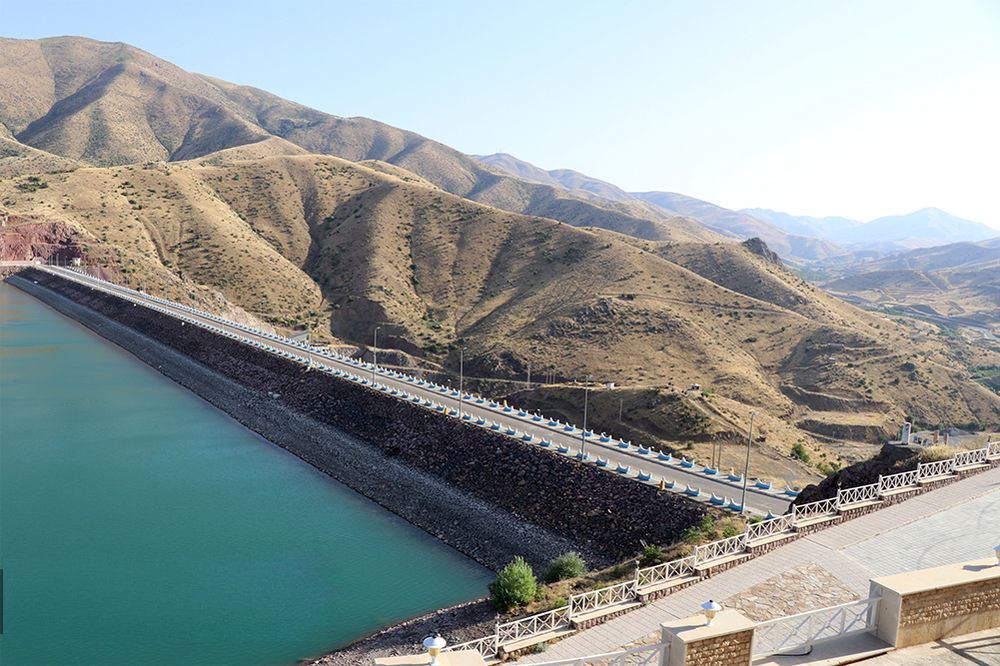
نمای دیواره اصلی سد از بالای محوطه مسکونی
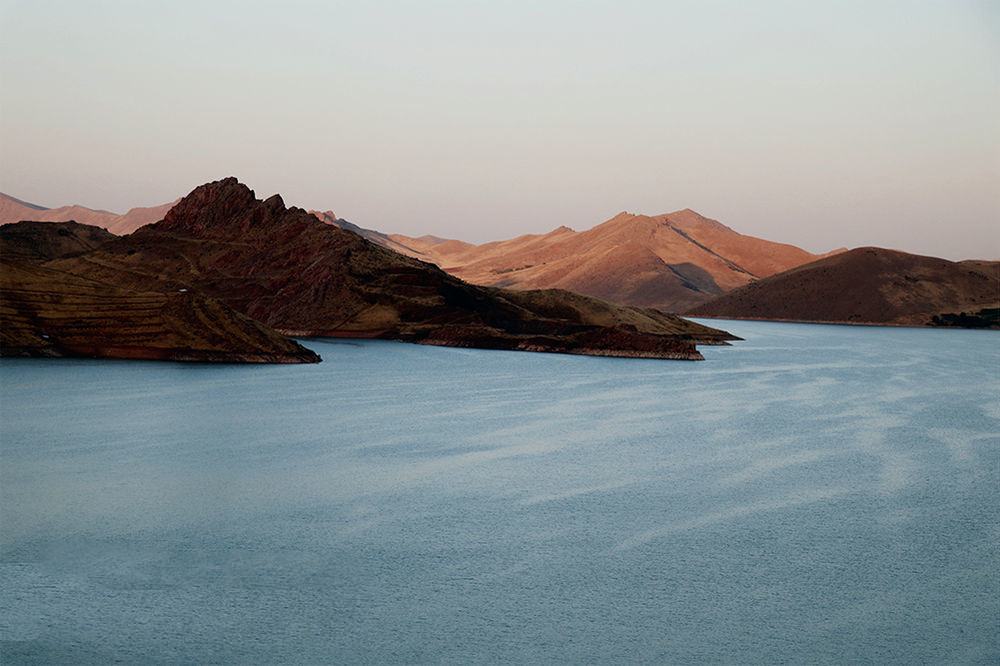
دریاچه سد گاوشان
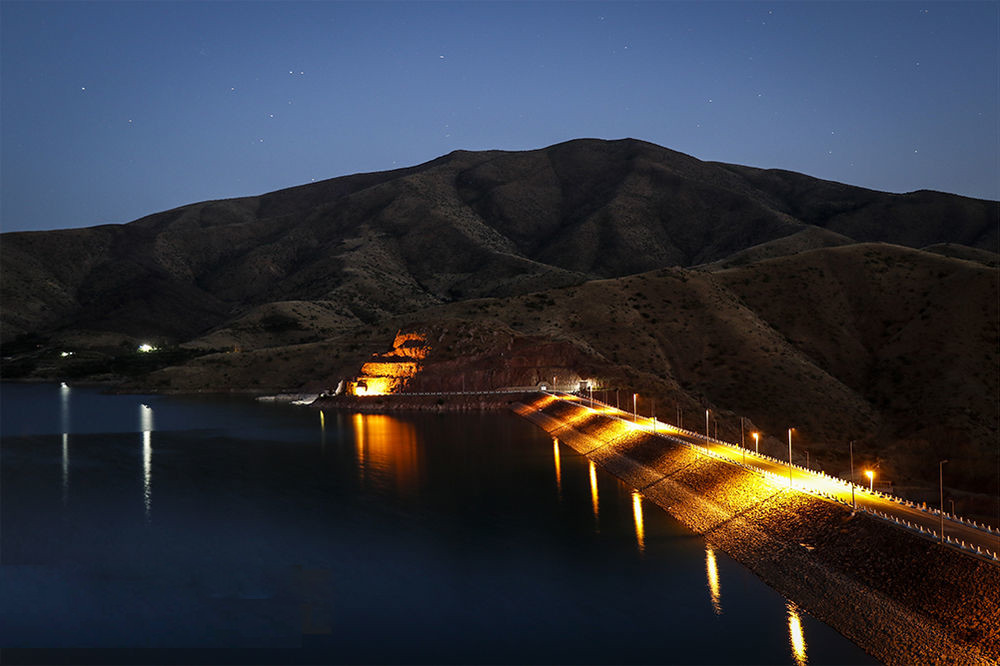
نمای سد گاوشان در غروب